# Dacryoscyphus
Dacryoscyphus is een geslacht van schimmels behorend tot de familie Dacrymycetaceae. De typesoort is Dacryonaema rufum.

## Soorten
Het geslacht telt volgens Index Fungorum in totaal drie soorten (peildatum maart 2023):
| Soortnaam                  | Auteur(s)                                      | Publicatiejaar |
| -------------------------- | ---------------------------------------------- | -------------- |
| Dacryoscyphus chrysochilus | R. Kirschner & Zhu L. Yang                     | 2005           |
| Dacryoscyphus pinacearum   | (Shirouzu & Tokum.) R. Kirschner & Zhu L. Yang | 2010           |
| Dacryoscyphus subarcticus  | (Shirouzu & Tokum.) R. Kirschner & Zhu L. Yang | 2010           |